# Lucie Antunes
Pour les articles homonymes, voir Antunes.
Lucie Antunes est une musicienne percussionniste et multi-instrumentiste française née à Perpignan,.

## Carrière
Lucie Antunes a été étudiante au CNSM de Lyon. Dans ses deux premiers albums, elle utilise tant le vibraphone, les marimba, des gongs ou cloches tubulaires et aussi les Ondes Martenot.
Lucie Antunes exprime son art pluridisciplinaire et polyvalent mêlant l'électro-acoustiques et la mise en scène dans des spectacles et en collaboration avec Moodoïd, Aquaserge, Yuksek et Susheela Raman. Participe à des festivals comme les Nuits de Fourvière où se succèdent des performances comme Nuit Sauvage en invitant Clara Ysé, rRoxymore, Draga, Matthieu Barbin, Verity Susman, Franky Gogo ; Ô Guérillères sur un texte de Monique Wittig avec Anna Mouglalis, P.R2B.

## Distinctions
- Chevalière de l'ordre des Arts et des Lettres (2023)[7]

## Discographie
- 2019 : Sergeï.
- 2023 : Carnaval, co-réalisé avec Léonie Pernet[8].
- 2024 : Amazing Carnaval.